# A Love Supreme
A Love Supreme är ett jazzalbum från 1965 med John Coltranes kvartett. Det spelades in den 9 december 1964 i Van Gelders studio i Englewood Cliffs, New Jersey. Skivan är indelad i fyra sviter och musiken behandlar ett spirituellt uppvaknade och sökande, starkt kopplat till Coltranes egen livssituation.
Albumet brukar räknas som ett av de allra viktigaste i efterkrigstidens jazzhistoria. Det är medtaget i magasinet Rolling Stones lista The 500 Greatest Albums of All Time. Den är också ett av albumen i boken 1001 album du måste höra innan du dör. Sedan 2015 finns albumet upptaget i USA:s kongressbiblioteks National Recording Registry.
Skivan inspierade gitarristerna Carlos Santana och John McLaughlin till att spela in albumet Love Devotion Surrender.

## Låtlista
Sida A
1. Part I: "Acknowledgement" – 7:47
2. Part II: "Resolution" – 7:22

Sida B
1. Part III: "Pursuance" / Part IV: "Psalm" – 17:53

## Musiker
- John Coltrane – tenorsaxofon
- Jimmy Garrison – bas
- Elvin Jones – trummor
- McCoy Tyner – piano